# Jérôme Robart
Jérôme Robart (Montreuil, 27 maggio 1970) è un attore, regista, doppiatore e drammaturgo francese.

## Biografia
Jérôme Robart è nato il 27 maggio 1970 a Montreuil, nel dipartimento di Senna-Saint-Denis (Francia), è originario di una famiglia di Picards e Pieds-noirs.

## Carriera

### Recitazione
Jérôme Robart all'età di quindici anni ha deciso di fare l'attore ed è entrato nel conservatorio regionale di Parigi, dove si è formato con lezioni impartite da Annie Lavedan, poi dal 1993 al 1996 presso il conservatorio nazionale d'arte drammatica. Nel corso degli anni ha diviso la sua attività artistica tra teatro e cinema, regia, recitazione e scrittura.

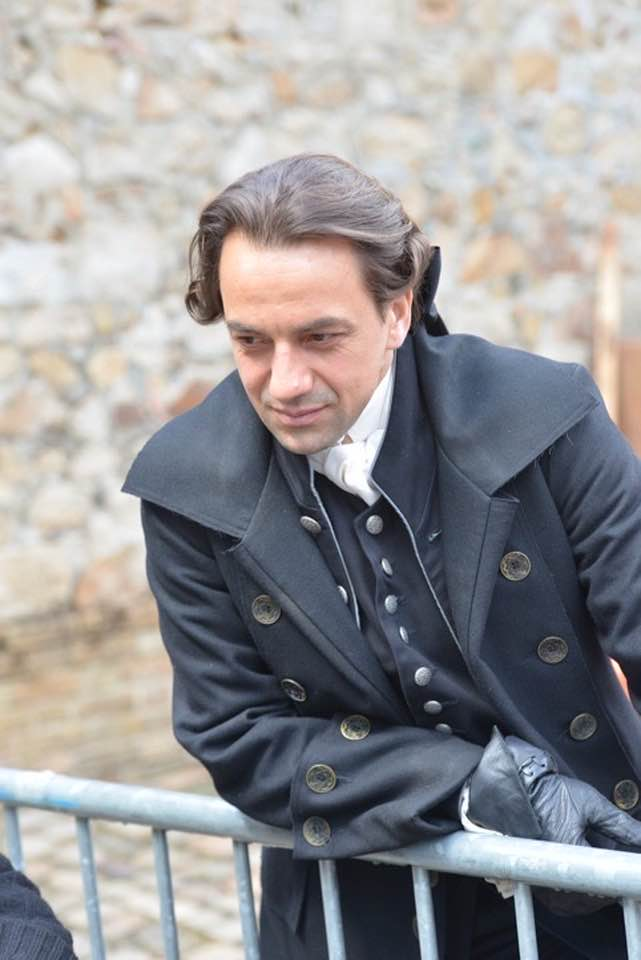
Jérôme Robart nel ruolo durante la sua interpretazione nella serie Nicolas le Floch.

Al cinema ha lavorato sotto la regia di Nicole Garcia in Selon Charlie, di Alain Tanner in Jonas et Lila, à demain, di Michèle Rosier in Malraux, tu m'étonnes!, di Philippe Garrel in Les Amants réguliers ed ha lavorato anche con i registi Marina de Van, Mario Fanfani, Douglas Law, Frédéric Bal e Laurent Dusseau.
Dal 2008 al 2018 ha interpretato il commissario Nicolas Le Floch nella serie televisiva francese Nicolas le Floch, trasmessa su France 2 e adattata dalla serie di romanzi polizieschi storici di Jean-François Parot. Ha partecipato anche alla serie Reporters Mafiosa, the clan, Un village français, Candice Renoir, Paris e Caïn.
Nel 2017 ha ricoperto il ruolo di Antoine nel film televisivo Le Mari de mon mari diretto da Charles Nemes, e per l'interpretazione ha vinto il premio al Luchon Television Creations Festival. Nel 2019 è tornato a teatro in L'Heureux Stratagème di Pierre de Marivaux, diretto da Ladislas Chollat e dove ha recitato insieme agli attori Sylvie Testud, Suzanne Clément ed Éric Elmosnino, presso il teatro Edouard VII.
Dal 2019 al 2023 è stato scelto per interpretare il ruolo del tenente Franck Gallois nella miniserie in onda su France 3 Con l'aiuto del cielo (Prière d'enquêter) e dove ha recitato insieme agi attori Sabrina Ouazani e Mathieu Spinosi.

### Drammaturgo e regista
Jérôme Robart dal 2000 al 2005 ha scritto tre opere teatrali che ha diretto: Tes (che tratta del mito dell'eroe), Eddy, f. de pute (in cui rivisita il mito di Edipo) e Jiji l'amante sul tema della fedeltà. Allo stesso tempo, è entrato a far parte dell'unità di formazione nomade per la regia presso il conservatorio nazionale di arti drammatiche dove ha collaborato con Bob Wilson e Claude Stratz. Una quarta pièce, Jean la vengeance, sul tema della colpa, è stata diretta da Françoise Courvoisier nel 2010 a Losanna.
Dopo Le Lait de Marie, la città di Saulieu gli ha offerto di scrivere un'opera teatrale per il centenario della statua dell'Orso Bianco di François Pompon, scultore di animali di Saulieu (1855-1933). Dal 2022 è il direttore artistico della Compagnie du Grand Frêne.

### Altre attività
Jérôme Robart nel 2017 ha insegnato presso il Cours Florent. Inoltre, è il padrino dell'attività Faucon Brionnais che difende l'arte della falconeria.

## Filmografia

### Attore

#### Cinema
- La Poudre aux yeux, regia di Maurice Dugowson (1995)
- Des places dans les villes, regia di Angela Schanelec (1998)
- Jonas et Lila, à demain, regia di Alain Tanner (1999)
- Malraux, tu m'étonnes !, regia di Michèle Rosier (2000)
- Les Amants réguliers, regia di Philippe Garrel (2005)
- Selon Charlie, regia di Nicole Garcia (2006)
- La Frontière de l'aube, regia di Philippe Garrel (2008)
- Ah ! la libido, regia di Michèle Rosier (2009)
- Un été brûlant, regia di Philippe Garrel (2011)
- Des hommes, regia di Lucas Belvaux (2020)

#### Televisione

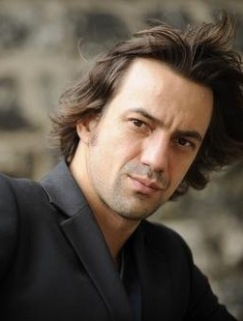
Jérôme Robart nel 2013.

- Le JAP, juge d'application des peines – serie TV, episodio Une petite fille (1995)
- Un homme, regia di Robert Mazoyer – film TV (1997)
- Vertiges – serie TV, episodio Cauchemars (2002)
- Les Enquêtes d'Éloïse Rome – serie TV, episodio Bêt, ee fauioe (2002)
- Tout va bien c'est Noël!, regia di Laurent Dussaux – film TV (2004)
- Joséphine, ange gardien – serie TV, episodio Robe noire pour un ange (2005)
- Fargas – serie TV, episodio Comme un chien (2005)
- Une saison Sibélius, regia di Mario Fanfani – film TV (2006)
- Les Bleus, premiers pas dans la police – serie TV, episodio Fau, ex semiolants (2007)
- Reporters – serie TV (2007-2008)
- Nicolas Le Floch: L'Homme au ventre de plomb, regia di Edwin Baily – film TV (2008)
- Nicolas Le Floch: L'Énigme des blancs-manteaux, regia di Edwin Baily – film TV (2008)
- Nicolas Le Floch: Le Fantôme de la Rue Royale, regia di Nicolas Picard-Dreyfuss – film TV (2009)
- Nicolas Le Floch: L’Affaire Nicolas Le Floch, regia di Nicolas Picard-Dreyfuss – film TV (2009)
- Nicolas Le Floch: La Larme de Varsovie, regia di Nicolas Picard-Dreyfuss – film TV (2010)
- Nicolas Le Floch: Le Grand Veneur de Nicolas Picard-Dreyfuss – film TV (2010)
- 10 – serie TV (2010)
- Nicolas Le Floch: Le Dîner de gueux, regia di Nicolas Picard-Dreyfuss – film TV (2012)
- Nicolas Le Floch: L'Affaire de la rue des Francs-Bourgeois, regia di Nicolas Picard-Dreyfuss – film TV (2012)
- Mafiosa, le clan – serie TV (2012)
- Un vil – serie TV (2012)
- lage français – serie TV (2012)
- Médecin-chef à la Santé, regia di Yves Rénier – film TV (2012)
- Nicolas Le Floch: Le Crime de l’hôtel Saint-Florentin, regia di Philippe Bérenger – film TV (2013)
- Nicolas Le Floch: Le Sang des farines, regia di Philippe Bérenger – film TV (2013)
- Candice Renoir – serie TV (2013)
- Paris – serie TV (2015)
- Le Vagabond de la Baie de Somme, regia di Claude-Michel Rome – film TV (2015)
- Le Mari de mon mari, regia di Charles Nemes – film TV (2016)
- Caïn – serie TV (2016)
- Nicolas Le Floch: Le Cadavre anglais, regia di Philippe Bérenger – film TV (2017)
- Nicolas Le Floch: Le Noyé du Grand canal, regia di Philippe Bérenger – film TV (2018)
- Ma mère, le crabe et moi, regia di Yann Samuell – film TV (2018)
- Profiling (Profilage) – serie TV (2019)
- Amours à mort, regia di Olivier Barma – film TV (2019)
- Crimes parfaits, – serie TV, episodio Trop beau pour être vrai (2019)
- Con l'aiuto del cielo (Prière d'enquêter) – miniserie TV (2019-2023)
- H24 – serie TV (2020)
- Sauver Lisa de Yann Samuell – miniserie TV (2021)
- En attendant un miracle – serie TV (2021)
- The New Look – serie TV (2023)

#### Cortometraggi
- Bien sous tous rapports, regia di Marina de Van (1995)
- Velvet 99, regia di Olivier Kuntzel e Florence Deygas (1996)
- La Belle bleue, regia di Frédéric Bal (1996)
- Tir, regia di Saara Saarela (1997)
- Demain on court, regia di Michèle Rosier (2002)
- Noli me tangere, regia di François-Xavier Vives (2004)
- Les Héritiers, regia di Fabrice Destagnol (2006)
- En douce, regia di Vanessa Lepinard (2009)
- Replika, regia di Luc Walpoth (2014)
- Je, tue, île, regia di Marie Murcia (2014)
- Un cœur de femme, regia di Marie Murcia (2018)

#### Video musicali
- Tranquille di Sinclair (1993)
- The Universal dei Blur (1995)
- L'Incommunicabilité di Cécilia H. (2012)
- Ta bite di Circé Deslandes (2014)

### Doppiatore

#### Televisione
- Les Mystères de Paris – serie d'animazione (2020)

#### Documentari
- Alfred et Lucie Dreyfus, je t’embrasse comme je t’aime, regia di Delphine Morel (2022)

### Regista

#### Clip
- L'Attente, regia di Jérôme Robart (2011)
- Allô, regia di Jérôme Robart (2011)
- Exquis Cadavre, regia di Jérôme Robart (2014)

## Teatro

### Attore
- Hélène di Jean Audureau, diretto da Jean-Louis Thamin (1995-1996)
- Per el Yiyo di Bernard Manciet, diretto da Jean-Louis Thamin (1996)
- Six personnages en quête d'auteur di Luigi Pirandello, diretto da Jorge Lavelli (1997-1998)
- Pitbull di Lionel Spycher, diretto da Joël Jouanneau (1998-1999)
- 9 mm di Lionel Spycher, diretto da Stéphanie Loïk (2001)
- Notes de cuisine de Rodrigo Garcia, diretto da Christophe Perton (2001-2003)
- Marcia Hesse de Fabrice Melquiot, diretto da Emmanuel Demarcy-Mota (2005)
- Les Trois Sœurs di Anton Čechov, diretto da Astrid Bas (2007)
- La Corde sensible, co-scritto da Vincent Ozanon (2007-2009)
- L'Heureux Stratagème di Pierre de Marivaux, diretto da Ladislas Chollat (2019-2020)
- L'Homme qui plantait des arbres di Jean Giono (2020)

### Autore e regista
- Tes (2000)
- Eddy, F. de pute (2003-2004)
- Chut! Libre, co-scritto da Juan Cocho (2005)
- Jiji the Lover (2005)
- La Corde sensible, co-scritto da Vincent Ozanon (2007-2009)
- Le Lait de Marie (2019, 2022)
- L'homme à l’ours (2022)

#### Autore
- Psychanalyse d’un vampire, sceneggiatura radiofonica commissionata da France Culture (2000)
- Jean la vengeance, diretto da Françoise Courvoisier (2010)
- SDF, testo letto da Baptiste Caruana (2020)

#### Regista
- George Dandin di Molière, diretto da Jérôme Robart (2021)

## Opere

### Libri
- Tes – edito da edizioni Untimely Solitaires (2000)
- Eddy, F. de pute – edito da edizioni Théâtre Ouvert (2001)
- Civilisation de monstres dans Peep-Show Théâtre – edito da edizioni l'Amandier (2004)
- Jiji the Lover – edito da Le Poche (2004)
- Jean la vengeance (2010)

## Doppiatori italiani
Nelle versioni in italiano dei suoi film e delle sue serie TV, Jérôme Robart è stato doppiato da:
- Andrea Oldani[21] in Con l'aiuto del cielo[22]

## Riconoscimenti
Accademia Alphonse Allais
- 2019: Vincitore del Premio Jules Renard per la scrittura dell'opera teatrale Le Lait de Marie

Festival delle creazioni televisive di Luchon
- 2017: Vincitore come Miglior attore per il film televisivo Le Mari de mon mari

Festival internazionale del cinema
- 2016: Candidato come Miglior attore per il cortometraggio Replika[23]